# Palác Metychů z Čečova
Palác Met(t)ychů z Čečova (někdy označovaný jako dům Metychů, kdysi též Braitšvartovský nebo Hrzánský palác) je historická budova se vstupem na Velkopřevorském náměstí č. 490/1 v Praze na Malé Straně. Od roku 1964 je kulturní památkou.

## Historie

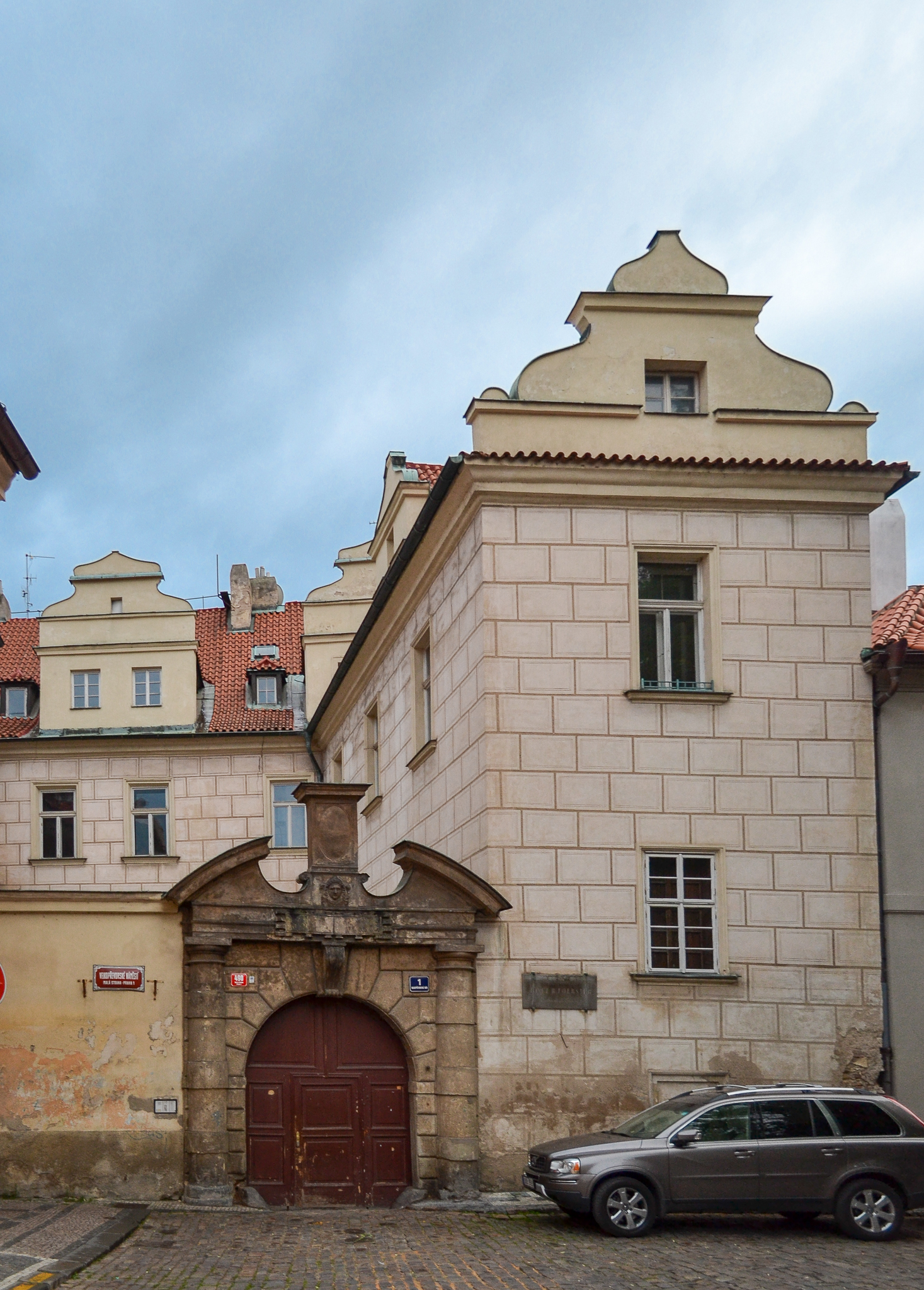
Palác Metychů z Čečova, pohled z Velkopřevorského náměstí

Jeden ze čtyř domů, jejichž spojením palác vznikl, vlastnil v 80. letech 16. století Kryštof Metych z Čečova, jehož přestavba z roku 1586 dala vzniknout renesančnímu jádru dnešního paláce.
Za Isabely Braitšvartové byl po roce 1617 připojen ještě sousední dům na západní straně. V roce 1641 přešly všechny domy do vlastnictví Jana Alsterla z Astfeldu, jenž v roce 1675 provedl stavební úpravy. V roce 1702 objekt získali Hrzánové z Harasova, kteří palác kolem roku 1749 zcela sjednotili. V roce 1760 nechal další z řady majitelů Antonín Stein zvýšit, prodloužit a barokně upravit východní levé křídlo nad Čertovkou.
Od 4. října 1832 zde provizorně sídlil nově založený „Spolek k vychovávání, zaměstnání a zaopatření slepců v Čechách" prof. Aloise Klara a téhož dne bylo přijato prvních pět nevidomých, kteří zde pobývali až do otevření nových prostor v ústavu na Klárově.
V roce 1859 se zde narodil hudební skladatel Josef Bohuslav Foerster, jemuž je věnována pamětní deska na průčelí paláce.
Nynější západní část objektu je novostavba z roku 1916 (původní dům byl zbořen a nahrazen nepřesnou kopií).
Budovu coby depozitář a archiv hudebních materiálů využívalo České muzeum hudby v nedaleké Karmelitské ulici. Po povodních v roce 2002, kdy bylo zatopeno sklepení s uloženými listinami, bylo nutné zasažené předměty sanovat a sbírky z metychovského paláce přesunout na vhodnější úložiště. Zasažené předměty byly odvezeny do mrazicích boxů v Brně, odkud jsou postupně odborně restaurovány.

## Popis
Palác je nepravidelná dvoupatrová budova se třemi křídly uzavírajícími nevelký čestný dvůr, jehož vstup z Velkopřevorského náměstí tvoří bosovaný portál z doby kolem roku 1600. Ve dvorní části jsou dochována sgrafita, pavlače a vikýřový štít.
K západnímu křídlu je přistavěn jednopatrový dům, jehož historizující fasáda z roku 1916 napodobuje dřívější barokní objekt.
Poměrně rozlehlá východní strana obrácená k Čertovce je jedenáctiosá, fasáda je pozdně barokní až klasicistní s bohatým využitím pásování.

## Okolí
V blízkosti paláce se nacházejí další významné objekty:
- Buquoyský palác
- Malý Buquoyský palác
- Velkopřevorský palác
- Lennonova zeď
- Humlův dům
- Štěpán(ov)ský (Velkopřevorský) mlýn